# Турмансбанг
Турмансбанг (њем. Thurmansbang) општина је у њемачкој савезној држави Баварска. Једно је од 25 општинских средишта округа Фрејунг-Графенау. Према процјени из 2010. у општини је живјело 2.408 становника. Посједује регионалну шифру (AGS) 9272150.

## Географски и демографски подаци
Турмансбанг се налази у савезној држави Баварска у округу Фрејунг-Графенау. Општина се налази на надморској висини од 494 метра. Површина општине износи 32,9 km². У самом мјесту је, према процјени из 2010. године, живјело 2.408 становника. Просјечна густина становништва износи 73 становника/km².